# ヤンもえ双子姉妹 〜病んで孕んで愛されて…〜
『ヤンもえ双子姉妹 〜病んで孕んで愛されて…〜』（ヤンもえふたごしまい やんではらんであいされて）は、日本のアダルトゲームブランド・スワンマニアが2009年4月24日に発売した18禁アドベンチャーゲーム。

## 概要
有限会社アセンドアイの廉価版ブランドの一つ・スワンマニアの第14作で、表題からもわかる通り同ブランドが特化しているヒロインの妊娠を主題とする「ボテもえ」路線の1作品である。
萌え属性の一つ・ヤンデレをテーマとしているが、流血沙汰に及ぶような殺伐とした展開は無く全般にコメディ色が強くなっている。

## ストーリー
本田慎は下校中、姉妹揃って美少女と評判の石野ルリとリリが不良にナンパされて困っている所へ通りかかって助けたのを契機に親しくなる。ところが、ルリとリリは慎が住むアパートの隣室へ強引に引っ越して執拗にストーキングを繰り返し、携帯電話へ分刻みでメールを送信して来たり慎の部屋の合鍵を作って風呂場で待ち伏せしたりと過激な行動をエスカレートさせて行く。

## 登場人物
本田 慎（ほんだ まこと）
主人公。親元を離れてアパートで一人暮らしをしている。不良にナンパされて困っていた石野姉妹を助けたのを機に姉妹に付きまとわれるようになり、遂には童貞を奪われてしまう。
石野 ルリ（いしの ルリ）
校内でも有数の美少女と評判である双子の姉。慎は当然、自分のことが好きだと言う前提で行動しているため慎が他の女子と言葉を交わしたり目を合わせたりすることも絶対に許せないと思い詰めた末に、慎を襲って童貞を奪い慎の子供を身籠ろうとする。一方でリリに対しては、慎がリリのことを好きだったら自分は身を退いて応援するとの立場であるため嫉妬の念を抱くことは無い。
石野 リリ（いしの リリ）
双子の妹。ルリとは対照的に内向的で、すぐに自分を責めて落ち込むが自暴自棄になって暴れ回ると誰にも手が付けられない。慎に告白したいと思っているが、どうしても決断することが出来ずロッカーやポストに隠れてストーキングしながら慎を見守っている。

## スタッフ
- シナリオ 南条巴
- 原画 くるみみかん
- 音楽 Arp